# Jordi Sánchez
Jordi Sánchez Ribas (Barcellona, 11 novembre 1994) è un calciatore spagnolo, attaccante del Consadole Sapporo.

## Carriera
Cresciuto nel settore giovanile del Badalona, debutta in prima squadra il 12 maggio 2013, in occasione dell'incontro di Segunda División B perso per 3-1 contro l'Olímpic Xàtiva. Poco impiegato, negli anni seguenti gioca in Tercera División con Masnou, Vilassar Mar e Prat. Il 5 luglio 2016 viene acquistato dal Valencia, che lo aggrega alla propria squadra riserve.
Dopo due stagioni trascorse con il Mestalla, il 21 giugno 2018 firma un contratto triennale con il Numancia. Il 23 settembre esordisce in Segunda División, disputando l'incontro perso per 0-2 contro l'Almería, rilevando Guillermo Fernández al 76' e guadagnandosi anche un'ammonizione sette minuti dopo. Il 23 dicembre realizza la sua prima rete in campionato, al minuto 74', che permette alla sua squadra di pareggiare per 1-1 contro l'Alcorcón. Il 31 gennaio 2019 viene ceduto in prestito all'Ibiza fino al termine della stagione. Il 12 luglio seguente torna al Valencia Mestalla, con la formula del prestito, per l'intera durata della stagione.
Il 27 agosto 2020 viene acquistato a titolo definitivo dal Castellón. Il 29 gennaio 2021 viene ceduto in prestito all'UCAM Murcia fino al termine della stagione. Il 12 giugno 2021 viene ceduto a titolo definitivo all'Albacete.
Nell'estate del 2022 si trasferisce al Widzew Łódź in Polonia, militante nell'Ekstraklasa, firmando un contratto di durata biennale con opzione di rinnovo per un'altra stagione.

## Statistiche

### Presenze e reti nei club
Statistiche aggiornate all'8 aprile 2023.
| Stagione                 | Squadra                  | Campionato               | Campionato | Campionato | Coppe nazionali | Coppe nazionali | Coppe nazionali | Coppe continentali | Coppe continentali | Coppe continentali | Altre coppe | Altre coppe | Altre coppe | Totale | Totale |
| Stagione                 | Squadra                  | Comp                     | Pres       | Reti       | Comp            | Pres            | Reti            | Comp               | Pres               | Reti               | Comp        | Pres        | Reti        | Pres   | Reti   |
| ------------------------ | ------------------------ | ------------------------ | ---------- | ---------- | --------------- | --------------- | --------------- | ------------------ | ------------------ | ------------------ | ----------- | ----------- | ----------- | ------ | ------ |
| 2012-2013                | Badalona                 | SDB                      | 2          | 0          | CR              | 0               | 0               |                    | -                  | -                  |             | -           | -           | 2      | 0      |
| 2013-gen. 2014           | Badalona                 | SDB                      | 4          | 1          | CR              | 0               | 0               |                    | -                  | -                  |             | -           | -           | 4      | 1      |
| Totale Badalona          | Totale Badalona          | Totale Badalona          | 6          | 1          |                 | 0               | 0               |                    | -                  | -                  |             | -           | -           | 6      | 1      |
| 2016-2017                | Valencia Mestalla        | SDB                      | 34+6       | 6+0        |                 | -               | -               |                    | -                  | -                  |             | -           | -           | 40     | 6      |
| 2017-2018                | Valencia Mestalla        | SDB                      | 32         | 10         |                 | -               | -               |                    | -                  | -                  |             | -           | -           | 32     | 10     |
| Totale Valencia Mestalla | Totale Valencia Mestalla | Totale Valencia Mestalla | 66+6       | 16+0       |                 | -               | -               |                    | -                  | -                  |             | -           | -           | 72     | 16     |
| 2018-gen. 2019           | Numancia                 | SD                       | 7          | 1          | CR              | 1               | 0               |                    | -                  | -                  |             | -           | -           | 8      | 1      |
| gen.-giu. 2019           | Ibiza                    | SDB                      | 12         | 2          | CR              | -               | -               |                    | -                  | -                  |             | -           | -           | 12     | 2      |
| 2019-2020                | Valencia Mestalla        | SDB                      | 25         | 8          |                 | -               | -               |                    | -                  | -                  |             | -           | -           | 25     | 8      |
| 2020-gen. 2021           | Castellón                | SD                       | 17         | 0          | CR              | 2               | 0               |                    | -                  | -                  |             | -           | -           | 19     | 0      |
| gen.-giu. 2021           | UCAM Murcia              | SDB                      | 7+7        | 4+0        | CR              | -               | -               |                    | -                  | -                  |             | -           | -           | 14     | 4      |
| 2021-2022                | Albacete                 | PDR                      | 35+2       | 6+2        | CR              | 2               | 0               |                    | -                  | -                  |             | -           | -           | 39     | 8      |
| 2022-2023                | Widzew Łódź              | EK                       | 25         | 6          | CP              | 1               | 2               |                    | -                  | -                  |             | -           | -           | 26     | 8      |
| Totale carriera          | Totale carriera          | Totale carriera          | 216        | 46         |                 | 6               | 2               |                    | -                  | -                  |             | -           | -           | 222    | 48     |